# Casisdead
Casisdead (...) è un rapper britannico.
Attivo stabilmente dal 2012, nel corso della sua carriera ha ottenuto il plauso della critica specializzata e vinto un BRIT Award come miglior artista hip hop/rap/grime durante i BRIT Awards 2024. L'artista non ha reso nota la sua reale identità.

## Biografia
Inizia a fare musica rap nel 2005 con lo pseudonimo di Castro Saint, entrando così in contatto con vari artisti della scena grime britannica. Interrompe tale attività nel 2007 per poi tornare in scena cinque anni più tardi, nel 2012, con lo pseudonimo di Casisdead, scegliendo di comparire in pubblico sempre con una maschera che non rendesse riconoscibile il suo volto. L'artista inizia dunque a pubblicare singoli inediti e ad esibirsi in pubblico, pubblicando il suo primo EP Commercial 2 nel 2015. Nel 2016 collabora con il rapper Giggs e lavora con i produttori Chase & Status nel singolo Too Much Drugs.
Nel 2020 firma un contratto discografico con XL Recordings dopo aver pubblicato musica in maniera indipendente per 8 anni. Nel 2021 collabora con i La Roux nel singolo Park Assist. Nel 2023 pubblica dapprima il mixtape The Number 23 e successivamente l'album di debutto Famous Last Word, intraprendendo successivamente una serie di esibizioni in festival di rilevanza internazionale. Nel marzo 2024 viene premiato come "miglior artista hip hop/rap/grime" durante i BRIT Awards 2024.

## Impatto culturale
Oltre a ottenere riconoscimenti da parte della critica, Casisdead ha in più occasioni ricevuto apprezzamenti da parte di colleghi molto noti come ASAP Rocky e Dizzee Rascal.

## Discografia

### Album in studio
- 2023 – Famous Last Words

### EP
- 2015 – Commercial 2

### Mixtape
- 2023 – The Number 23

### Singoli
- 2014 – Seein' Double
- 2015 – What's My Name
- 2016 – Simon
- 2016 – Before This (con Later)
- 2016 – The XXIII – Weekend (feat. Maso and KingRico)
- 2016 – Too Much Drugs (feat. Chase & Status)
- 2017 – The Grid
- 2017 – Danger (con Shola Ama)
- 2017 – The Code
- 2018 – Pat Earrings
- 2018 – Sugar Free
- 2018 – Drive You Home
- 2021 – Park Assist (feat. La Roux)
- 2022 – Traction Control
- 2023 – Matte Grey Wrap
- 2023 – Venom

### Collaborazioni
- 2016 – 501 Hollow & Heston (Giggs feat. Casisdead)
- 2016 –  Lyrical Combat (Giggs feat. Casisdead & Dubz)
- 2017 – Does It (Tricky feat. Casisdead)
- 2017 – Do It Again (Minea feat. Casisdead)